# 牛乳石鹸共進社
牛乳石鹸共進社株式会社（ぎゅうにゅうせっけんきょうしんしゃ）は、化粧石鹸・シャンプー・化粧品などの製造・販売を手掛ける日本のトイレタリー企業。
本社所在地は、大阪府大阪市城東区今福西二丁目。一般には、「牛乳石鹸」という通称が広く知られている。

## 概要
「カウブランド (COW BRAND)」の石鹸でその名を知られる日用品メーカー。その他にもボディソープ、洗顔、シャンプー、リンス、入浴剤なども販売している。
CMソングの「牛乳石鹸 良い石鹸」（作詞・作曲：三木鶏郎）で知られる「牛乳石鹸」。そのルーツは、小林富次郎商店（現在のライオン）の商品として、寺沢孝吉が発明し、近孝堂が製造した商品とされる。後に、佐藤貞次郎商店の商品として、同店から受託して生産・発売することとなり、1928年（現在、本社のある土地に）工場を建設。その後、佐藤貞次郎商店から商標を譲り受け、自社ブランドとして生産・発売を開始した。当時の大阪は日本の石鹸産業の中心地でもあり、今でも複数のメーカー工場が存在している。
主力商品の化粧石鹸「カウブランド赤箱（あかばこ）」は、昔ながらの「釜炊き製法」（釜に原料を入れて加熱し、上層部に集まった成分で製造）による。職人の目と技に依存する所が大きく手間がかかるため、一時期は他の製造方法も模索したものの、結果的に変更はせず、現在まで「釜だき製法」を維持し続けている。なお「赤箱」の英名は最初は「トイレット・ソープ (Toilet Soap)」だったが、1967年からは「ビューティ・ソープ (Beauty Soap)」と名前が変わっている。
ちなみに旧社名と現社名にある「共進社」とは、「社員及び社会と共に進む」という意味である。現在「カウブランド」は赤箱と青箱が発売されているが、かつては全国向けの白箱と、九州地方限定で緑箱も発売されていた。
商標に「牛」を使用しているのも、「商いは牛の歩みのごとく」という格言から採っている。これは、前へ進んでも後ろへ退くな、粘り強く前進せよという意味で、堅実な経営のもと、誰からも愛され喜ばれる製品を提供しようという企業理念から、牛が真面目で親しみのある動物であることから採用された。ちなみに、赤箱と青箱の製造工程では、液体の牛脂やバターオイルも使用している。
みどり会の会員企業であり三和グループに属している。

## 沿革

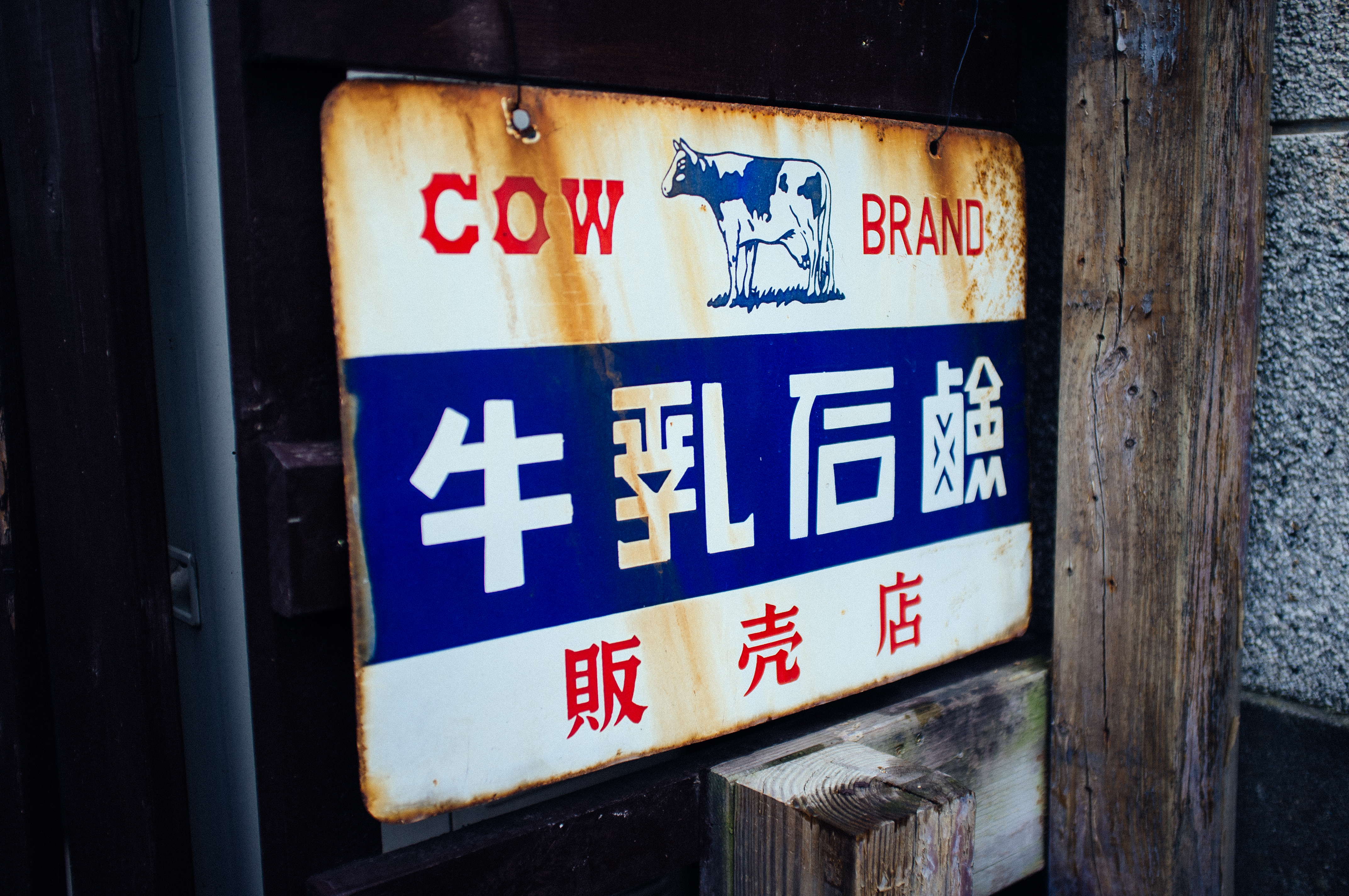
牛のマークと「牛乳石鹼」のロゴを掲げたホーロー看板。余談だが、「石」は異字体の「䂖」（「石」の「口」の上に点（、）だが、ロゴは「、」ではなく、「一」。）。

- 1909年（明治42年）5月14日[2]：宮崎奈良次郎が大阪市東区（現在：天王寺区）清水谷で共進舎石鹸製造所として創業。
- 1928年（昭和3年）：大阪市東成区今福町（現在：城東区今福西）の現本社内に自社工場を建設、操業、自社ブランド生産、発売開始[1]。同時に、現在も発売されている「カウブランド赤箱」が発売開始。
- 1931年（昭和6年）12月1日[1]：共進舎石鹸株式会社に商号変更。
- 1937年（昭和12年）：東京連絡所を設置（後の東京出張所→東京営業所→1965年（昭和40年）11月より東京支社（現在：首都圏支店））[1]。
- 1943年（昭和18年）：共進社油脂工業株式会社に商号変更。
- 1963年（昭和38年）：大阪市城東区茨田中茶屋町（現在：鶴見区中茶屋（なかのちゃや））に新工場（安田工場）を建設、最高度の生産設備と最新の製造技術を導入[1]。
- 1967年（昭和42年）3月1日[1]：牛乳石鹸共進社株式会社に商号変更。
- 1994年（平成6年）：創業85周年を機に、シンボルマークとロゴを変更[注 1]。初代コーポレートメッセージ「こだわり心に、こたえたい。」を採用。これを機に、「カウブランド赤箱」と「カウブランド青箱」両パッケージに印刷されている乳牛の位置が、右上部から中央上部に変更された。
- 2008年（平成20年）：翌年（2009年）の創業100周年に向けて、シンボルマークとロゴをマイナーチェンジ。また、2代目コーポレートメッセージ「ずっと変わらぬ やさしさを。」を採用。
- 2013年（平成25年）2月13日：「カウブランド赤箱」発売85周年と翌年の創業105周年を機に、約20年ぶりにパッケージを大幅変更、3月21日に発売を開始すると発表。同時に当日、安田工場を報道陣に公開した。10代目となるが、バックの色の角は丸みを帯びたものに変更され、「ミルク成分配合」と書かれていた中央下部は、同社主力製品である「赤箱」に変更されることになった。さらにこれまで発売されていた「カウブランド赤箱バスサイズ」を3月31日限りで廃止して、後継商品として「カウブランド赤箱125」を発売することになったが、これは125gあることから名づけられたもの[8][9]。

## 事業所・工場

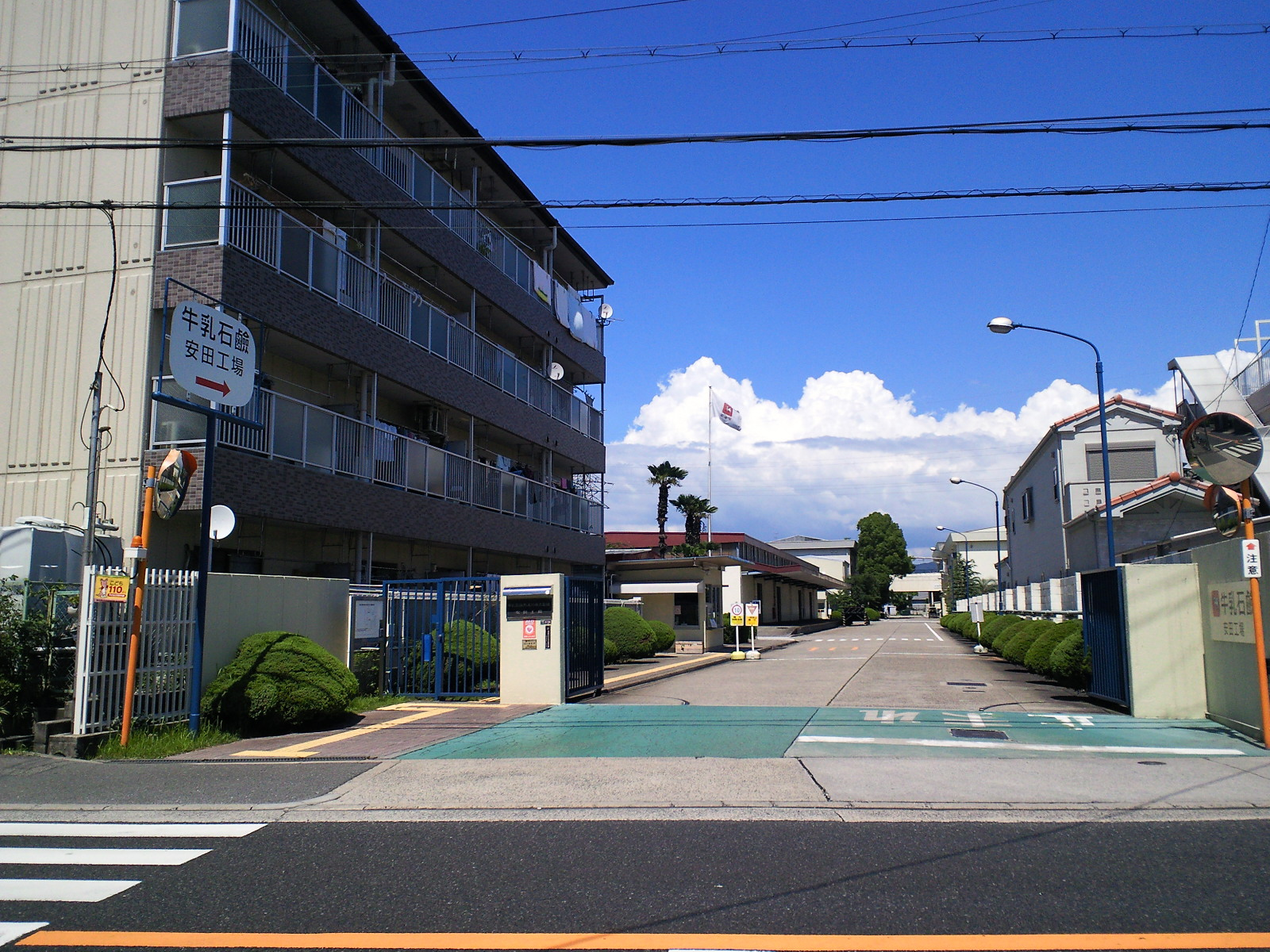
牛乳石鹸安田工場

- 本社：〒536-8686 大阪市城東区今福西2-4-7（関西・中国・四国エリアを統括する西日本支店を併設）
- 安田工場：〒538-0033 大阪市鶴見区中茶屋2-1-14
- 首都圏支店：〒104-0032 東京都中央区八丁堀4-2-2 ヒューリック京橋イーストビル（関東・信越エリア）
- 北日本支店：〒060-0001 札幌市中央区北1条西13-4 FWD札幌ビル（北海道・東北エリア）
- 中部支店：〒465-0033 名古屋市名東区明が丘47-1 イースタンヒルズ藤が丘駅前1F（北陸・東海エリア）
- 九州支店：〒812-0011 福岡市博多区博多駅前2-6-10 FKビル（九州・沖縄エリア）

## 関連企業
- 株式会社バイソン本社：大阪市城東区今福西2-4-7（牛乳石鹼共進社本社内[注 2]）公式ホームページ

## 海外現地法人
- 南聯牛乳石鹼國際股份有限公司本社：中華民国（台湾）台北市信義区
- 中山市麗達化粧品有限公司本社：中国広東省中山市
- 新華拓展有限公司本社：中国香港

## 主な商品

### 現在
- 固型化粧石鹸
  - カウブランド 赤箱

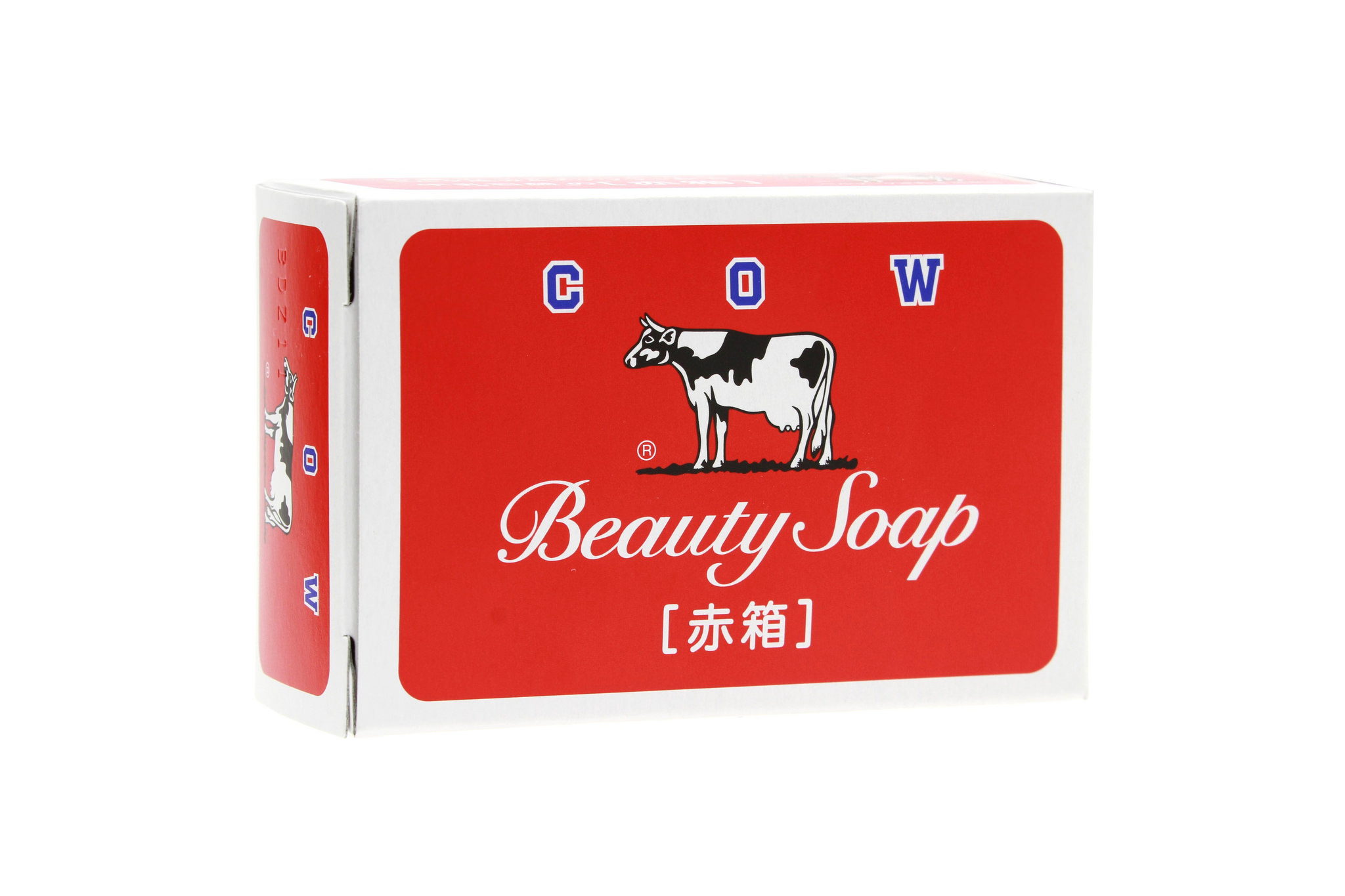
牛乳石鹸 赤箱 2013年～デザイン

    - 1974年のデザインリニューアルで箱の背景色をピンクに改めたところ、売上が大幅に減少。消費者や販売店からも「赤箱の色が褪せたように見える」といった意見が相次いだため、短期間で背景色を赤に戻すことによって売上を回復させた。
    - 2019年には、奈良ホテルとのコラボレーションによる「赤箱」を数量限定で発売。ホテル近くの奈良公園に大量の鹿が生息していることにちなんで、パッケージには牛に代わって鹿のイラスト、「COW」に代わって「NARA」というロゴ、商品名を表す「Beauty Soup」「赤箱」といったロゴに代わって「Nara Hotel」「since 1909」というロゴを特別に入れていた[10]。

  - カウブランド 青箱
    - 1974年の全国展開に合わせて発売を開始。「赤箱」よりサイズを少し小さくする代わりに、価格を「赤箱」より少し低く設定している。このような経緯から、東日本地区では「青箱」、本社の所在する西日本地区では「赤箱」がよく売れているという[10]。

  - カウブランド　橙（だいだい）箱
    - 「橙」（オレンジ）をイメージカラーに取り入れているBEAMS JAPANとのコラボレーション商品で、2019年[10]から同社の店頭やショッピングサイト限定で販売。淡いオレンジの色が付いた石鹸で、「赤箱」や「青箱」と一線を画すべく、パッケージには「すっきり『橙箱』」という商品ロゴが入っている。

  - カウブランド 無添加せっけん
  - キューピーベビーせっけん
  - カウブランド 自然派石けん（米ぬか・オリーブ・ローズ）
- ボディソープ
  - ミルキィボディソープシリーズ
  - バウンシアボディソープシリーズ
  - キューピー全身ベビーソープシリーズ
  - カウブランド 無添加ボディソープ
  - アロエボディソープ（かつてはアロエシリーズとして、リンスインシャンプーも発売されていた）
- 洗顔
  - 自然ごこち 洗顔石けん（はちみつ・茶・炭）
  - スキンライフシリーズ【医薬部外品】（ニキビケアブランドとして薬用化粧品も発売されている。かつては固形石鹸タイプや薬用スポッツエッセンスが発売されていたことあり）
  - カウブランド 無添加洗顔フォーム
  - 無添加洗顔シリーズ
- メイク落とし
  - 無添加メイク落としシリーズ
- シャンプー&リンス
  - キューピーベビーシャンプーシリーズ
  - 無添加ヘアケアシリーズ
- ハンドソープ
  - 無添加ハンドソープ（泡タイプのみの発売）
  - メディッシュシリーズ（薬用ハンドソープとツーズ）
- 入浴剤
  - お湯物語シリーズ（かつては単独で発売されていたが、現在はうるおう乳液風呂・贅沢泡とろ入浴料が発売されている）
- ギフト用
  - カウブランドシリーズ
  - ミモザ
  - ミルキーソープシリーズ
  - マイフレンド
- シェービング
  - 牛乳ブランドシェービングクリーム（当初は「牛乳ブラシュレスシェービングクリーム」。後に「ブラシュレス」が削除され、1974年より「牛乳」から「牛乳ブランド」に変更）

### 過去
- 固形化粧石鹸
  - 白箱
  - 緑箱（九州地方限定）
  - 牛乳ベビー石鹸（キューピーベビーせっけんへ継承）
  - ニュータイプ（長らく発売されていたが、2010年頃に廃盤。ヘアケアも発売されていた時期がある）
  - フロリダサンダルウッド（長らく販売されていたが、2010年頃に廃盤）
  - フロリダバイオレット
  - チャーム（透明美容石鹸）
  - マイホープ石鹸
  - モイスラン（弱酸性石鹸）
  - アロエせっけん
  - 素材心シリーズ（お茶・酒粕・大豆）
  - メディッシュ薬用せっけん（2014年3月末製造終了）
  - 花嫁（公衆浴場でのみ発売。かつては一般発売もされていた。2018年に廃盤）
- 洗顔料
  - ハイチャーム
  - スキンピア（ボディシャンプーもあった）
  - セレブシリーズ（ヘアケアやボディソープ、メイク落としも発売されており、後に洗顔料の「洗顔パックフォーム」のみとなっていた。2014年9月末製造終了）
- ハンドソープ
  - ハンディ クリーミィウォッシュ
  - 清潔家族ハンドソープ
  - ウルルア（化粧液配合ハンドソープ）
- ボディソープ
  - マイホープ ボディバブルス（日本初のボディソープ）
  - ミルキーソピーシリーズ
  - クーリア 薬用デオドラントボディウォッシュ（2016年3月末製造終了）
- シャンプー&リンス
  - 牛乳 活性シャンプー（後に「牛乳シャンプー」→「牛乳ブランドシャンプー」と改名）
  - 牛乳シャンプー スペシャル（後に「牛乳ブランドデオドラントシャンプー」と改名。パッケージが2バージョンあった）
  - 牛乳ヘアーリンス（後に「牛乳ブランドヘアーリンス」と改名）
  - 牛乳ブランドローションリンス（初のダイレクトタイプリンス。「牛乳ブランド」名称を初使用。後にシャンプーも発売）
  - 牛乳ブランドクリームリンス
  - マイセットトニックオイリーシャンプー（初の「マイセット」ブランド製品）
  - マイセットプロテインシャンプー&リンス
  - マイセットスペシャルシャンプー イエロー（後に「牛乳ブランドイエローシャンプー」と改名）
  - デイアップシリーズ（スタイリング製品込み）
  - エデン（せっけん系ヘアケアシリーズ）
  - ティーシャワー
  - ナリティ
  - ムーア・スーパーコンディショニング
  - ユアンナシリーズ（スタイリング製品込み）
  - ストリートトニックシャンプー（2016年9月末製造終了）
  - シャワランシリーズ（スタイリング製品や化粧石鹸、公衆浴場のみで発売だったトニックシャンプーが発売されていたこともある）
- 入浴剤
  - アロマリゾート
- その他
  - 牛乳ブランドシェービングフォーム
  - ラブジュシリーズ（ヘアケア・ボディケア・フェイスケアブランド）
  - ワンデイシリーズ（ヘアケア・ボディケア・フェイスケアブランド）
  - ミントニックシリーズ（ヘアケア・ボディケアブランド）
  - 芳香剤「せっけんの香り」

ほか多数

## 宣伝活動

### スポンサー番組

#### ラジオ
- 牛乳石鹸 presents ゆかの湯（2025年4月 - 、毎週金曜（木曜深夜）0:30 - 1:00）[11]
- おはようパーソナリティシリーズ（2013年 - ）
  - 『おはようパーソナリティ道上洋三です』時代の2021年3月31日（水）までは7時台「スポーツの話題」、4月1日（木）から2022年3月25日（金）の最終回までは8時台「ABC天気予報」のスポンサー。「スポーツの話題」には、淀川製鋼所と共同で提供していた。
  - 「ABC天気予報」への単独提供へ移行してからは、番組と縁の深い沼光絵理佳（ピアニスト）のアレンジ・演奏による「牛乳石鹸のうた」が、8時台限定で「お天気ミュージック」（BGM）に使われていた。2022年3月28日からの後継番組（月曜日 - 木曜日は『おはようパーソナリティ小縣裕介です』・金曜日は『おはようパーソナリティ古川昌希です』）でも提供を継続。2023年3月1日（火）からは、提供枠をBGMごと7時台前半の「ABC天気予報」へ移している。
- 安井牧子のアーリーモーニング（2018年4月 - 、毎週土曜6:20 - 6:30に放送中の単独提供番組）
  - 番組スタートを機に、パーソナリティの安井牧子がナレーションを入れたスポットCMを、他の時間帯や同じ在阪局の毎日放送（MBSラジオ）でも随時放送。
- ABCフレッシュアップベースボール（2020年6月19日 - 、火曜 - 金曜放送分のスポンサー）

以上の番組は、いずれも朝日放送ラジオで放送。2022年7月からは、土曜日の9:00に『サクサク土曜日　中邨雄二です』（生ワイド番組）内へ挿入される時報のスポンサーにも付いている。
- 菅田将暉のオールナイトニッポン（ニッポン放送、2020年7月6日 -  2022年3月29日）

#### テレビ
90秒以上提供となった番組は1986年3月までに終了したが、その際の提供読みは原則「豊かな泡立ちの牛乳石鹸」だった。一社提供番組では、「モ〜モ〜」と鳴く乳牛の鳴き声をオープニングキャッチとして使用していた。
しかし、1973年10月以降の番組である『歌まね振りまねスターに挑戦!!（当時シャボン玉歌まね合戦スターに挑戦!!）』と『シャボン玉こんにちは』では使われなかった（『シャボン玉スペシャル ピンクレディータイフーン』では使用）。その代わり、『シャボン玉歌まね合戦スターに挑戦!!』では、冒頭の口上の前に、ステージ上部に掲げられた乳牛のマークをアップで映していた。

##### 一社提供番組
- 日本テレビ日曜18:30番組
  - 忍者シリーズ（初のNTV番組と共に、唯一のドラマ）
  - シャボン玉ホリデー（1961年版・1976年版[注 4]とも）[注 5]
  - ぎんぎら!ボンボン!
- シャボン玉ボンボン（日本テレビ）
- シャボン玉サタデー（日本テレビ）
- シャボン玉歌まね合戦スターに挑戦!!（日本テレビ）
- KRT系列月曜20:00枠音楽番組
  - 歌う千一夜（初のテレビ一社提供番組）
  - 歌謡学校（朝日放送ラジオでも同時放送）
  - 歌は踊る
- OTV→朝日放送（ABC）制作・KRT→TBS系列月曜20:00枠ドラマ
  - 蝶々のしゃぼん玉人生
  - しゃぼん玉劇場
  - モウモウ湯繁盛記
  - 三波春夫アワー
  - シャボン玉ミコちゃん
  - 花の番地
- 朝日放送制作・TBS系列平日13:00枠帯ドラマ
  - いつか青空
  - 小さな目
  - あなた事件よ!
  - 人生の並木路
- 朝日放送制作・TBS→NET→テレビ朝日系列平日13時台バラエティ番組
  - シャボン玉寄席
  - シャボン玉プレゼント（番組終了間際は同社メインの複数社提供。一社提供時代はエンドカードで『赤箱』のパッケージ、を掲示していた）
- シャボン玉こんにちは（TBS、番組終了間際は同社メインの複数社提供）
- シャボン玉アワー（関西テレビ）
- シャボン玉ビッグワンショー（関西テレビ）
- シャボン玉ミュージックジョイ（関西テレビ）
- シャボン玉スペシャル ピンクレディータイフーン（1979年5月19日放送。関西テレビ。大阪万博記念公園で行われた『ジョイフルコンサート』の模様を中継放送。一社提供番組では珍しい特別番組で、提供クレジットでは久し振りに「乳牛の鳴き声」が入った）
- 牛乳石鹸 presents Master of BLoC（スカイA、毎年1月）[12]

##### 複数社提供番組
※は番組自体現在も継続
- スター万国博評判記（朝日放送、TBS）[注 6]
- 必殺シリーズ（朝日放送）
- 興味しんしん丸（朝日放送）
- 三枝の国盗りゲーム（朝日放送、番組終了間際は降板）
- 火曜スーパーワイド（テレビ朝日・朝日放送）
- 火曜ミステリー劇場(同上)
- 人気者でいこう!（朝日放送、途中降板。降板後、P&Gに交代。）
- 朝だ!生です旅サラダ（朝日放送、1999年12月まで。但し、2010年4月から同業者のライオンが提供。）※
- 関西テレビ制作ドラマ（火曜22時→日曜21時）
  - どてらい男シリーズ
  - さわやかな男シリーズ
  - 汽笛が響く!
  - 日曜恐怖シリーズ（第1期）
  - 一発逆転
  - 標的
  - 刑事鉄平
  - 日曜恐怖シリーズ（第2期）[注 7]
- 関西テレビ制作水曜22時枠ドラマ
  - 科学捜査官
  - 特捜記者
  - 運命峠（田村正和主演版）
- 関西テレビ制作水曜22時枠バラエティ番組（後半のみ担当）
  - おくにじまんスター自慢
  - 特集 ザ☆スター
  - 相性診断!あなたと私はピッタンコ→相性診断!ザ・ピッタンコ
  - 激突!お笑いルーレット
  - 三枝の愛ラブクリニック→三枝の愛ラブ!爆笑クリニック（1985年4月から9月まで月曜22時枠、10月以降火曜22時枠。1994年9月まで。10月以降はP&Gに変更）
- TBS水曜20時枠刑事ドラマ
  - 噂の刑事トミーとマツシリーズ
  - 秘密のデカちゃん
  - 婦警さんは魔女
- TBS水曜20時枠バラエティ番組
  - わくわく動物ランド
  - 生生生生ダウンタウン
  - おちゃのこサイサイ
  - 王道バラエティ つかみはOK!
  - クイズ悪魔のささやき（初期のみ。中期からは同業者の資生堂ファイントイレタリーに変更）
- TBS水曜21時枠
  - スペースJ
  - 女神の天秤
  - はばたけ!ペンギン
- クイズMr.ロンリー（毎日放送、最晩年のみ。同局唯一の提供番組）
- 水曜ドラマ（日本テレビ、1986年4月から1994年9月まで。その後は花王に変更）[注 8]※
- 水曜グランドロマン（日本テレビ、上記の水曜ドラマを中断していた1988年10月から3年間提供）
- 全日本歌謡選手権（読売テレビ、1973年1月から1975年9月まで提供。同局唯一の提供番組）
- 金曜ロードショー（日本テレビ、1994年10月から1995年3月まで提供）※
- 解禁テレビ（日本テレビ）
- 発明将軍ダウンタウン（日本テレビ、30分から1時間に拡大に伴い複数社提供となった1995年10月 - 1996年9月提供）
- ひらめけ!発明大将軍（日本テレビ）
- ぐるぐるナインティナイン（日本テレビ、金曜19:00枠時代の初期）※
- 魔法少女ララベル（テレビ朝日）[13]
- ハロー! ピンクレディー（東京12チャンネル。同局唯一の提供番組）

#### ヒッチハイク担当
次の3番組は正式スポンサーには入っていないが、終了後のヒッチハイクを担当していた。
- ハゼドン（フジテレビ）
- ロボット刑事（フジテレビ）
- 青春アニメ全集（日本テレビ）

### CM放送の中断
牛乳石鹸では上記の番組以外にも、朝日放送制作・テレビ朝日系列の全国ネット番組を中心に、数多くの番組でスポンサーに名を連ねていた。しかし1999年、長年広告活動を引き受けていた広告代理店・萬年社が自己破産の申請によって廃業したこと、会社自体の経営不振や宣伝効果減少などにより、12月末をもって『朝だ!生です旅サラダ』（朝日放送制作）のスポンサーを降板。これを機に、全国ネット番組のスポンサーから撤退するとともに、スポットCMも放送しなくなった。

### CM放送の再開
2005年にスポットCMの放送を再開。テレビCMについては、2005年に、春季・地域限定で「ミルキィボディソープ」シリーズや「バウンシア」シリーズのCMを放送した。現在はインフォマーシャル以外原則制作されていないが、当CMを含めた一部CMを「牛乳石鹸の町」にある「COWシアター」で見ることが出来る。
ラジオでは、STVラジオ・エフエム北海道（AIR-G'）・エフエム岩手・東北放送・エフエム仙台・文化放送・ニッポン放送・エフエム東京（TOKYO FM）・J-WAVE・ベイエフエム・新潟放送・静岡放送・CBCラジオ・東海ラジオ放送・ZIP-FM・MBSラジオ・朝日放送ラジオ（ABC）・エフエム大阪・FM COCOLO・RSK山陽放送（RSKラジオ）・中国放送・RKB毎日放送（RKBラジオ）・九州朝日放送（KBCラジオ）・熊本放送において、スポット扱いで企業CMを放送中。
さらに、牛乳石鹸の地元局である朝日放送ラジオでは、2013年の途中から『おはようパーソナリティ道上洋三です』の「スポーツの話題」（阪神タイガースが公式戦に勝利した翌日に道上が「六甲おろし」を熱唱することで知られる名物コーナー）のスポンサーに加わった（2021年4月1日から8時台の「ABC天気予報」へ移行→後継番組の『おはようパーソナリティ小縣裕介です』『おはようパーソナリティ古川昌希です』でも提供を継続）。ちなみに同局では、「スポーツの話題」→「ABC天気予報」やスポット枠で「赤箱」の20秒CMを放送。このCMでは、テレビでの1社提供番組（前述）と同様の乳牛の鳴き声や、「牛乳石鹸のうた」（後述）の一部を用いている。また、新型コロナウイルス感染症の流行が日本で始まった2020年からは、感染への予防策として「石鹸による手洗い」の重要性を訴えるラジオCMも放送している。
最近ではテレビCM放映も再開され、CS放送ではスカイA（朝日放送グループ）にてスポーツクライミング関連番組を中心に、当社契約アスリート（森秋彩ほか）を起用した企業CMを随時放送している。

### CMソング「牛乳石鹸のうた」
日本で地上波の民放ラジオ局が開局した直後の1956年から、テレビ・ラジオとも、企業CMや「赤箱」のCMで長らく使われているオリジナル曲。作詞・作曲は三木鶏郎。CMでは1番のみ使われているが、実際には3番まで作られている。また、現在のCMで流れている歌詞は、オリジナルの歌詞と若干異なる。現在ラジオで流れているCM（前述）には、「牛乳石鹸のうた」を使わないバージョンと、1番の歌詞の最初と最後の一節をつなげて短縮したバージョンがある。ただし、朝日放送ラジオで流れている時報CMには、サビの音源のみ使用。

### 銭湯に対する社名入り暖簾の配布

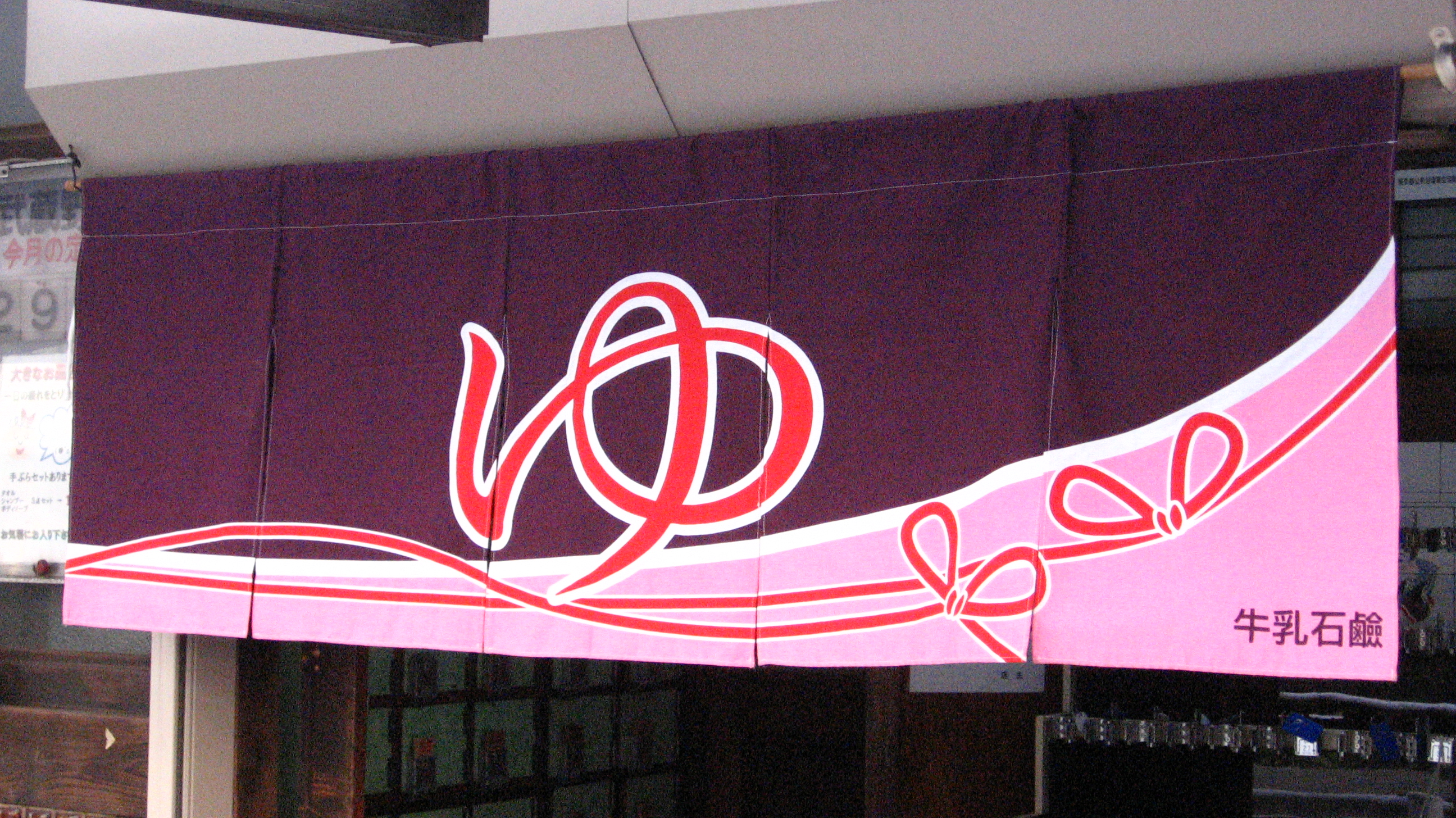
牛乳石鹸ののれん（写真は東京型）

同業者の花王などと共に、日本全国の銭湯にのれんを配布していることでも知られている。
牛乳石鹸では、自社製品の顧客でもある銭湯が、「町内で一番の社交場」として機能していることに着目。1955年頃から、銭湯に対して、社名入りの暖簾を配布するようになった。現在では、地域ごとに暖簾のデザインが異なることを踏まえて、「北海道型」「東京型」「大阪型」「京都型」を用意。また、郊外型の銭湯向けに「カウンター型」の暖簾を製作している。なお、2007年までは、毎年2回（夏季と冬季）に分けて異なるデザインの暖簾を製作・配布していた。
近年の日本では、長期にわたる不況、（銭湯の釜の燃料である）原油価格の高騰、100%近い内風呂の普及などを背景に、経営悪化や廃業に陥る銭湯が相次いでいる。しかし牛乳石鹸では、暖簾製作のペースを年1回に改めつつも、新作暖簾の配布を続けている。

### 動画配信

#### いい風呂の日(11月26日)
- 銭湯でフロイデ！(2分1秒) - YouTube
- 銭湯でフロイデ！(予告ムービー) - YouTube
- はじめての銭湯(ロングバージョン 2分15秒) - YouTube
- はじめての銭湯(ショートバージョン 1分39秒) - YouTube
- はじめての銭湯(予告ムービー) - YouTube

#### 企業動画
- 【牛乳石鹸 企業ムービー】「穴があったら」篇 - YouTube
- 【牛乳石鹸 企業ムービー】カンヌライオンズ国際クリエイティビティ・フェスティバル　フィルム部門　ブロンズ受賞 【穴があったら篇IF THE EARTH COULD SWALLOW US WHOLE cow soap official】【牛乳石鹸公式】(字幕入り) - YouTube
- 【牛乳石鹸企業動画2021】｢洗いたての肌で 愛を伝えよう」篇 - YouTube
- 【CREATION OF WONDERFUL】(牛乳石鹸110周年記念WEB限定) - YouTube
- 【CREATION OF WONDERFUL [another story]】(メイキング) - YouTube
- 【小さくなるまで】(牛乳石鹸110周年記念WEB限定) - YouTube

### その他
- 宝塚歌劇団の出版部門、宝塚クリエイティブアーツから刊行されている雑誌「宝塚GRAPH」の表紙裏にも広告が掲載されていたことがある（現在は掲載されていない）。その他にも、2006年の12月から新大阪駅に広告を出稿（出典：「広告のおしらせ」）。
- さらに2009年10月からはマツモトキヨシとの連動広告という形で、大阪駅にも広告を出稿（出典：洗剤日用品新報2009年10月5日号）。そして2010年2月の1か月間、JR西日本大阪環状線で走る電車の1編成中1車両にボディソープ「バウンシア」シリーズの広告を出稿した（出典：JR西日本 バウンシア電車ジャック広告キャンペーン）。
- その後、広告は近畿地方以外にも進出。2010年3月からは、JR九州博多駅構内に2か所の液晶デジタル広告を出稿する（出典：洗剤日用品新報2010年3月15日号）。そして2011年3月からは、JR東海（新幹線）東京駅八重洲北口大丸前柱10面分の広告を出稿した[注 12]。このほか、最近では一部ファッション雑誌や新聞（通販SHOP COWチョイス!に関わる一面広告）にも掲載されることがある。
- ホームページ上だけではあるが、2008年までモーくん、カウちゃん、おとうさん、おかあさん、アワちゃん、赤箱ちゃん、青箱くんがイメージキャラクターとして登場した[注 13]。
- NPB広島東洋カープの本拠地・MAZDA Zoom-Zoom スタジアム広島で開催されるカープの一軍公式戦では、二塁打を放った選手に対して、「二塁打賞」として当社製石鹸の詰め合わせを進呈している。カープのチームカラーが「赤箱」と同じ赤であることにちなんだ表彰で、SNSの普及、2014年頃からのカープ女子ブーム、カープによる2016年からのセントラル・リーグ3連覇などと相まって、「赤箱」の認知度や売上の上昇に寄与している。
- SNSが普及してからは、「赤箱女子」（「赤箱」と共に映った画像をtwitterやinstagramで公開する女性）が急増。当社でも、「赤箱女子」向けのページを公式サイトに設けているほか、「赤箱女子」向けのキャンペーンを展開している。
- 日本国内の石鹸市場は1990年代から縮小の傾向にあって、赤箱の売上も、2010年代の初頭には1990年代の3割程度にまで落ち込んでいた。2015年度からは売上が再び伸び続けていて、2020年度には、2014年度に比べて倍増するまでに至った。その背景には、化粧品のクチコミサイトや「赤箱女子」向けのキャンペーンを通じて、石鹸の固定概念がない世代が赤箱に「洗顔料」としての高い価値を見出したことが挙げられている[10]。

### スポンサー契約
以下の人物はいずれも、当社とスポンサー契約を締結しているプロのアスリート。2016年2月19日からは、契約アスリートの活動や近況を紹介する「COW SPORTS」というサイトを、当社の公式サイトと別に開設している。
- 岡本圭司 (スノーボーダー)：プロのアスリートでは最も早く、2013年12月6日付でスポンサー契約を締結[21]。2015年2月7日の事故による脊髄の損傷で右膝下麻痺（右下半身不随）の重傷を負いながらも、当社からのサポート[22]を背景に、2022年北京パラリンピック・スノーボードクロス競技（男子LL2クラス）で日本代表の選手として8位入賞を果たした。
- 野口啓代（フリークライマー）：日本代表として出場した2020東京オリンピックのスポーツクライミング競技（女子複合種目）で銅メダルを獲得したことを機に現役を引退。
- 野中生萌（同上）：2020東京オリンピックでは、野口も出場した上記種目で銀メダルを獲得。
- 森秋彩（同上）

### コラボレーション
- モンスターハンター ポータブル：カプコンのPSP用ゲームソフト。2010年12月発売の『モンスターハンター ポータブル 3rd』とのコラボレーションで、公式ファンクラブ『モンハン部』での先着購入者限定特典用に、ゲームに登場するキャラクター「アイルーダルマ」の形のオリジナル石鹸『ユクモ石鹸』（非売品）を配布した[23][24]。
- ユニクロ：2012年からコラボレーション青色Tシャツ、同じく赤色ステテコを販売。青色Tシャツは「当社のシンボルマークである乳牛マーク」と「Beauty Soap」が胸・腹側に、コーポレートメッセージ「ずっと変わらぬ やさしさを。」と「牛乳石鹸」が背中側に、「当社のシンボルマークである乳牛のマーク」が首に近い場所に小さく書かれており[25]、赤色ステテコは「当社のシンボルマークである乳牛マーク」と「Beauty Soap」が交互に書かれている[26]。
- 小賀坂スキー製作所：スノーボードブランド「SCOOTER」の2016年 - 2017年モデルにてコラボレーションモデル『COWLIFE THRUSTER』を販売していた[27]。
- バンダイ：2023年、カプセルトイで現行の赤箱、青箱、1928年発売の初代赤箱、現在は製造終了した1968年白箱、1974年赤箱の5種のパッケージを再現した「牛乳石鹸ポーチコレクション」を発売。